# Aegiphila multiflora
Aegiphila multiflora là một loài thực vật có hoa trong họ Hoa môi. Loài này được Ruiz & Pav. mô tả khoa học đầu tiên năm 1798.